# Troels Ravn
Troels Ravn (nascido em 2 de agosto de 1961, em Bryrup) é um político dinamarquês, membro do Folketing pelo partido dos sociais-democratas. Ele entrou no parlamento no dia 12 de janeiro de 2016, quando Bjarne Corydon renunciou ao seu assento parlamentar. Anteriormente, ele havia sido membro do parlamento de 2005 a 2007 e novamente de 2011 a 2015.

## Carreira política
Ravn foi membro do conselho municipal do município de Vejen de 2002 a 2005 e novamente de 2010 a 2011. De 29 de outubro de 2008 a 20 de novembro de 2008 foi membro suplente do Folketing, em substituição de Lise von Seelen. Nas eleições legislativas dinamarquesas de 2005 ele foi eleito para o parlamento, mas não foi reeleito em 2007. Em 2011 foi eleito novamente. Em 2015 não foi reeleito, mas tornou-se membro suplente do seu partido no círculo eleitoral. Quando Bjarne Corydon renunciou ao cargo a 12 de janeiro de 2016, Ravn assumiu o cargo, tendo depois sido reeleito em 2019.